# Выберальский, Ежи
Ежи Выберальский (пол. Jerzy Wybieralski, 8 сентября 1954, Познань, Польша) — польский хоккеист (хоккей на траве), полевой игрок, тренер.

## Биография
Ежи Выберальский родился 8 сентября 1954 года в польском городе Познань.
В 1979 году окончил физкультурный университет, получив степень магистра физкультуры и квалификацию тренера второго класса.
С 1967 года играл в хоккей на траве за «Варту» из Познани. В её составе по шесть раз становился чемпионом Польши по хоккею на траве и индорхоккею (1971, 1973, 1975—1976, 1979—1980).
В 1980 году вошёл в состав сборной Польши по хоккею на траве на летних Олимпийских играх в Москве, занявшей 4-е место. Играл в поле, провёл 6 матчей, забил 4 мяча (три в ворота сборной Танзании, один — Индии).
Участвовал в чемпионатах мира 1975, 1978 и 1986 годов, в чемпионатах Европы 1978, 1983 и 1987 годов.
В 1973—1988 годах провёл за сборную Польши 219 матчей, забил 15 мячей.
Мастер спорта Польши (1978). Награждён золотым Крестом Заслуги, медалью за выдающиеся спортивные достижения и почётным дипломом МОК.
По окончании игровой карьеры стал тренером. В 2000 году возглавлял мужскую сборную Польши по хоккею на траве на летних Олимпийских играх в Сиднее, где она заняла 12-е место. Также тренировал женскую сборную Польши. Был членом учебного отдела Польской ассоциации хоккея на траве.

## Семья
Отец — Ян Выберальский, мать — Марианна Цепелевска.
Женат на гандболистке Эве Сайдак. Есть две дочери — Агата (род. 1978) и Уршула, обе выступали за женскую сборную Польши. Агата Выберальска также играла в сборной Италии, Уршула Выберальска — судья международного уровня.
Старший брат Юзеф Выберальский (род. 1946), племянники Кшиштоф Выберальский (род. 1972) и Лукаш Выберальский (род. 1975) также играли за сборную Польши по хоккею на траве. Юзеф Выберальский участвовал в летних Олимпийских играх 1972 года, Кшиштоф и Лукаш Выберальские — в летних Олимпийских играх 2000 года.